# Blind ermittelt
Blind ermittelt è una serie televisiva austro-tedesca prodotta da Mona Film e Tivoli Film  e trasmessa dal 2018 sull'emittente ORF 1 e ARD. Protagonisti della serie sono  Philipp Hochmair e Andreas Guenther; altri interpreti principali sono Jaschka Lämmert e Michael Edlinger.
Della serie sono stati trasmessi 11 episodi in formato di film TV: il primo episodio, intitolato Die toten Mädchen von Wien, venne trasmesso in prima visione il 5 maggio 2018.

## Trama
Diventato cieco dopo un incidente stradale (incidente in cui ha perso la vita la compagna Kara) e, di conseguenza, licenziato dal proprio lavoro, l'ispettore capo di Vienna Alexander Haller inizia una nuova carriera da investigatore privato e assume come proprio autista Nikolai Falk, il taxista che gli ha salvato la vita durante il suo tentativo di suicidio seguito all'incidente. Nel sesto episodio, ad Alex Haller viene conferito lo status di investigatore speciale della polizia di Vienna e, grazie alle sue particolari abilità, è in grado di risolvere casi speciali insieme a Nico Falk.

## Episodi
| Nr | Titolo originale               | Titolo italiano | Prima TV Austria | Prima TV Italia |
| -- | ------------------------------ | --------------- | ---------------- | --------------- |
| 1  | Die toten Mädchen von Wien     | inedito         | 5 maggio 2018    | inedito         |
| 2  | Die verlorenen Seelen von Wien | inedito         | 2 dicembre 2019  | inedito         |
| 3  | Der Feuerteufel von Wien       | inedito         | 9 dicembre 2019  | inedito         |
| 4  | Tod im Fiaker                  | inedito         | 28 dicembre 2020 | inedito         |
| 5  | Lebendig begraben              | inedito         | 4 gennaio 2021   | inedito         |
| 6  | Tod im Prater                  | inedito         | 16 aprile 2022   | inedito         |
| 7  | Der nackte Kaiserin            | inedito         | 23 aprile 2022   | inedito         |
| 8  | Tod im Weinberg                | inedito         | 17 aprile 2023   | inedito         |
| 9  | Tod an der Donau               | inedito         | 24 aprile 2023   | inedito         |
| 10 | Tod im Kaffeehaus              | inedito         | 22 aprile 2024   | inedito         |
| 11 | Tod im Palais                  | inedito         | 29 aprile 2024   | inedito         |
| 12 | Der Tote im Tierpark           | inedito         |                  | inedito         |
| 13 | Freuds Fehler                  | inedito         |                  | inedito         |

## Personaggi e interpreti
- Alexander "Alex" Haller, interpretato da Philipp Hochmair (ep. 1 - in corso).[1][2]
- Nikolai "Niko" Falk, interpretato da Andreas Guenther (ep. 1 - in corso).[1][2]
- Laura Janda, interpretata da Jaschka Lämmert (ep. 1 - 11).[1][2]
- Mia Markovic, interpretata da Claudia Kottal (ep. 12 - in corso).
- Peter Lassmann, interpretato da Michael Edlinger: Peter Lassmann  (ep. 1 - in corso).[1][2]
- Sophie Haller, interpretata da Patricia Aulitzky
- Nona Horvath, interpretata da Inge Maux

## Distribuzione
In Germania, a partire dal quarto episodio, viene trasmessa con il titolo Der Wien-Krimi: Blind ermittelt.